# Syn Cole
Syn Cole, de son vrai nom Rene Pais, est un disc-jockey estonien, originaire de Pärnu et résidant à Tallinn.
Né le 25 mars 1988, il commence sa carrière à 24 ans, et est supporté par de nombreux artistes tels Hardwell, ou encore Avicii qui éditera même son single Miami 82 en novembre 2013, lui offrant alors un coup de publicité qui lancera sa carrière.
De nombreux singles suivirent, dont un remix d'Hey Brother, no 14 sur Beatport.
Il rejoignit Revealed Recordings en 2015, label sur lequel il signa le morceau May, sorti le 25 mai 2015.

## Discographie

### Singles
- 2013 : April LE7ELS
- 2013 : Miami 82 (Avicii Edit) (LE7ELS)
- 2015 : PUMP! (avec Felguk) (Protocol Recordings)
- 2015 : It's You (ICONS)
- 2015 : May (Revealed Recordings)
- 2016 : Feel Good (NCS)
- 2018 : Happy Again (Spinnin' Records)

### Remixes
- 2012 : Avicii - Silhouettes (Syn Cole Creamfields Mix) LE7ELS
- 2013 : Kerli - The Lucky Ones (Syn Cole Vs. Kerli Remix) Island Records
- 2013 : Avicii - Hey Brother (Syn Cole Remix) PRMD
- 2015 : Nicky Romero vs Volt & State - Warriors (Syn Cole Remix) Protocol Recordings
- 2015 : Feder - Goodbye ft. Lyse (Syn Cole Remix) Atlantic Records UK
- 2020 : Ava Max - Salt (Syn Cole Remix) Atlantic Records